# Григор Цоцев
Григор Николов Цоцев е български революционер, тиквешки войвода на Вътрешната македоно-одринска революционна организация.

## Биография
Григор Цоцев е роден във воденското село Острово, тогава в Османската империя, днес Арниса, Гърция. Присъединява се към ВМОРО в 1896 година и става терорист на Цариградския революционен комитет. По-късно е четник при Павел Граматиков, Марко Лерински и Христо Саракинов. Емигрира в САЩ, но по време на Балканската война е доброволец в четата на Евстатий Шкорнов и Григор Джинджифилов. В 1915 година е войвода на ВМОРО в Тиквеш.